# ADHering
A Associação Desportiva Hering, mais conhecido somente como ADHering, é um clube de futsal da cidade de Blumenau, Santa Catarina. Foi fundado em 5 de fevereiro de 1964. Em 2012, foi campeã da Liga Sul de Futsal, dando vaga na Superliga de Futsal de 2013. Na Superliga, terminou nas semifinais, perdendo para o Concórdia.